# Laguna de Grado
La laguna de Grado (en italiano: Laguna di Grado-Marano) es una laguna costera de Italia ubicada en la parte más septentrional del mar Adriático, y se extiende desde la isla de Fossalon (cerca de la ciudad-isla de Grado) hasta la isla Anfore (cerca del río Aussa en el Friul).

## Características

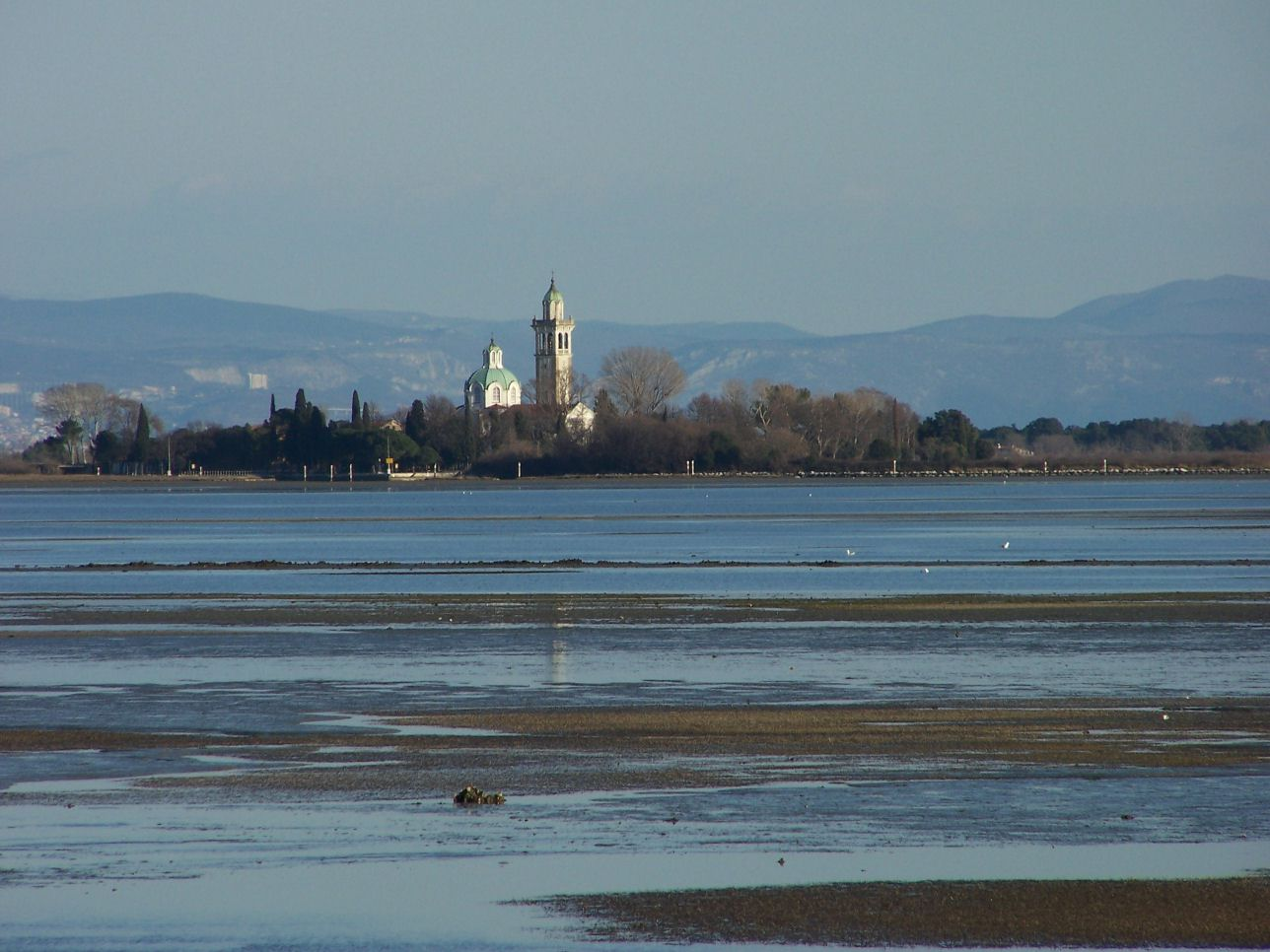
Isla-monasterio de "Barbana"

La laguna, que cubre un área de cerca de 90 kilómetros cuadrados, se divide en un sector oriental (Palud de Sora ) y uno Occidental (Palud de Soto).  Cuenta con unas 120 islas de varios tamaños.
Los orígenes de la laguna son recientes. Hasta el siglo V todo el terreno estaba cubierto por tierras dunosas, como lo demuestran varios hallazgos arqueológicos, incluida la vía romana (ahora totalmente cubierta por agua) que conectaba Aquilea a su puerto de Grado.
Una característica de la laguna es la presencia de los casoni, casas sencillas con techo de paja utilizadas en el pasado por los pescadores de Grado.
La embarcación típica de los habitantes de la laguna es la batèla, de fondo plano y operada con remos. Las batèlas tienen generalmente de 5 a 10 metros de largo, están guiadas por un remero de pie en la popa y pueden estar equipadas con un árbol de mástil.
La laguna, que limita al oeste con la laguna de Marano, es atravesada longitudinalmente por una vía fluvial que conecta Venecia con la boca del río Isonzo. Muchos geógrafos consideran las dos lagunas de Marano y Grado como una única gran laguna —gemela de la de laguna de Venecia— llamándola laguna di Grado-Marano o simplemente laguna di Grado.

## Laguna occidental (Palud de Soto)

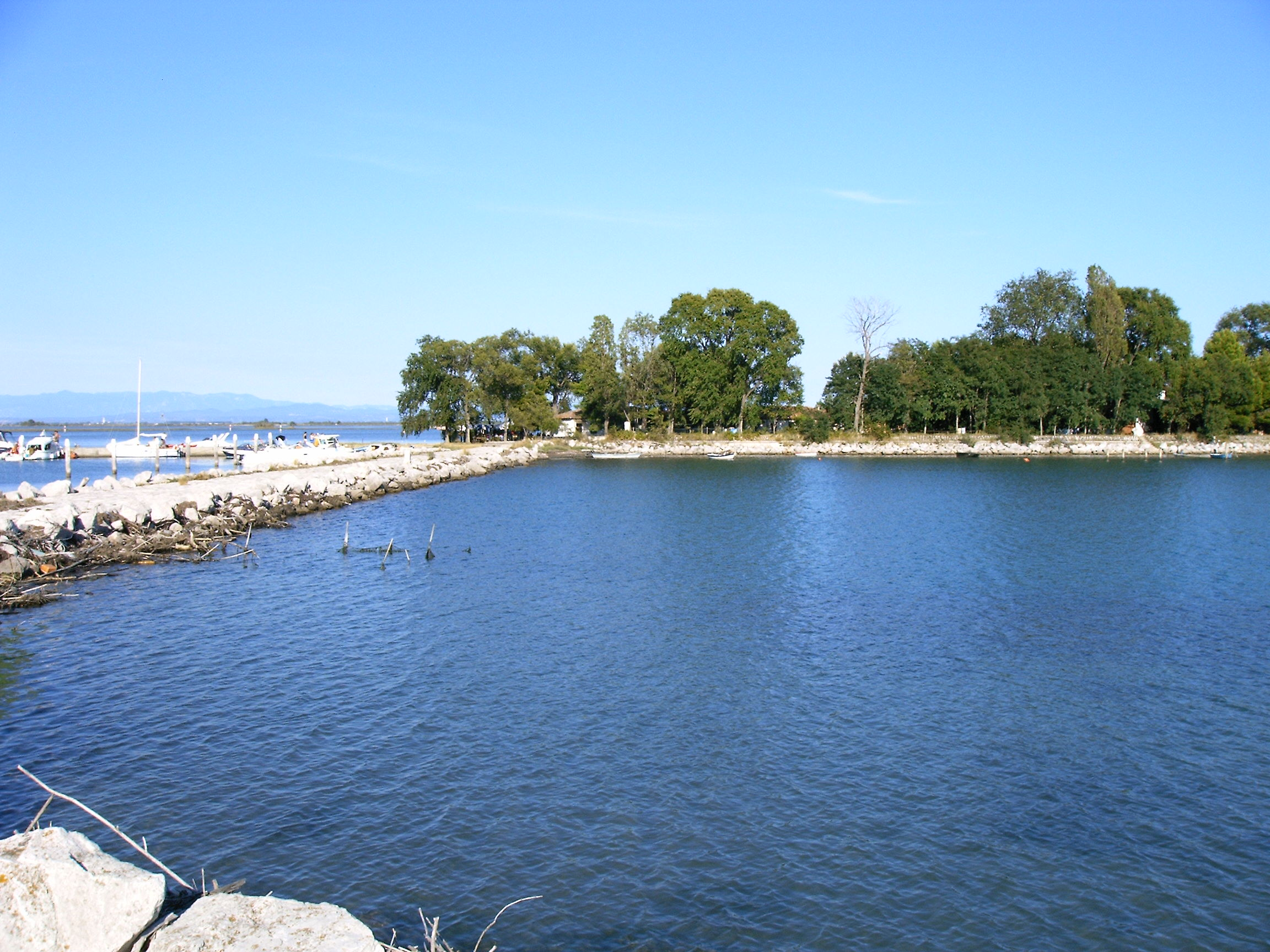
La isla de "Porto Buso"

La laguna occidental (llamada en italiano Palud de Soto) es la más grande y más rica en islas, entre las que destacan la pequeña San Pietro d'Orio, que durante siglos fue la sede de un monasterio, y la isla de Ravaiarina, que ahora cuenta con instalaciones y estanques de pesca. La laguna es atravesada por numerosos canales, que están dispuestos a lo largo de las islas principales.
La gran isla de Gorgo (llamada también "isla de los Santos Cosimo y Damián") anteriormente albergaba una iglesia y, durante la Segunda Guerra Mundial, una base militar italiana ahora desocupada.
Otras islas son la de Morgo, conocida en el pasado por su producción agrícola, y la isla de Beli, que debe su nombre a las leyendas marineras sobre brujas hechiceras. La isla más occidental es la de Anfore, que adquirió importancia estratégica en 1866, cuando marcaba el límite entre Italia y el Imperio austrohúngaro. 
Hoy en día esta isla alberga parte de la pequeña ciudad-isla de Porto Buso.

## Laguna oriental (Palud de Sora)

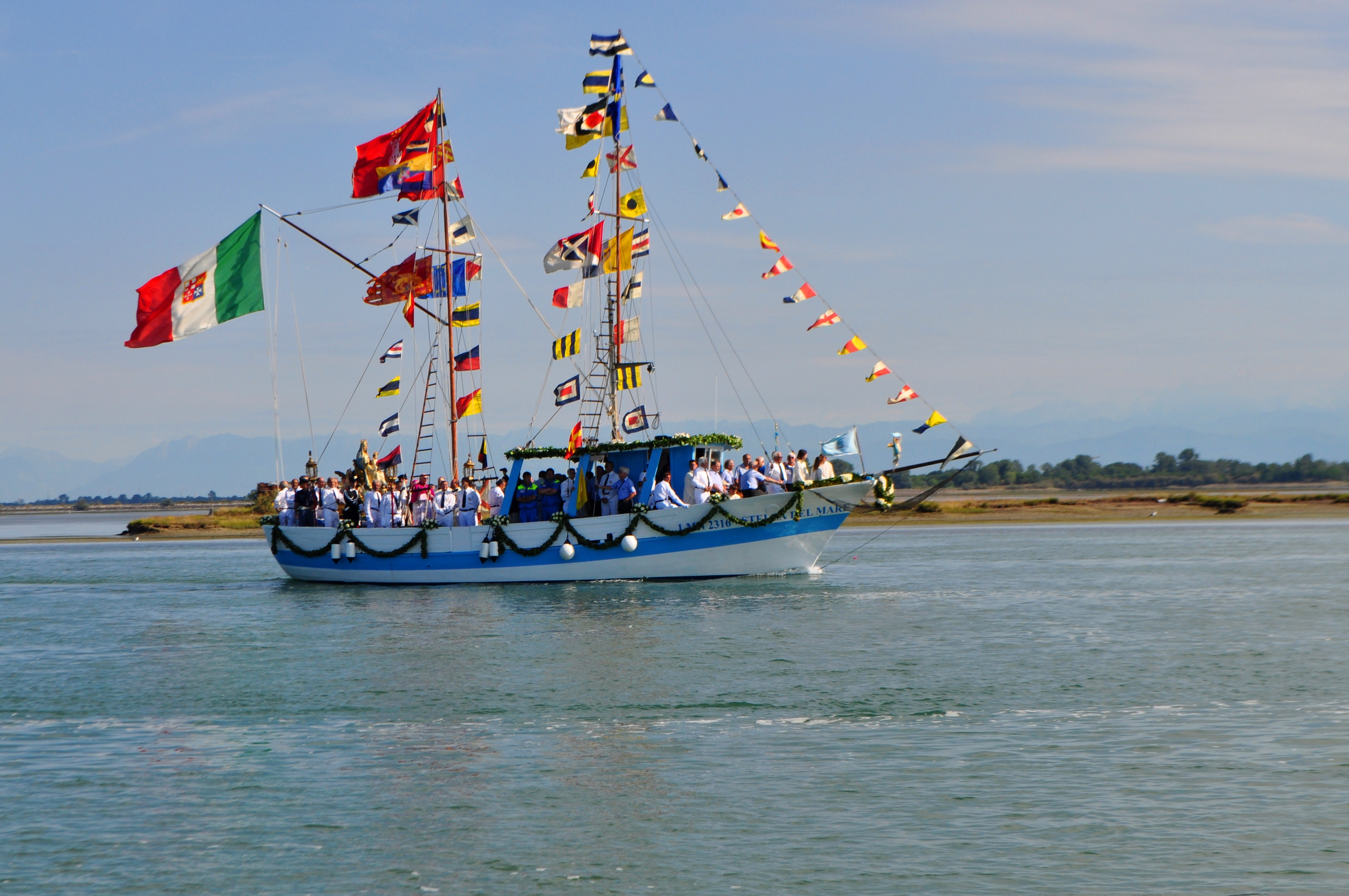
Procesión "Perdón de Barban" cerca de la isla de Barbana.

La laguna del este (Palud de Sora) es la más reciente y menos profunda. Después de la recuperación-ampliamento de la isla Fossalon, realizada en la primera mitad del siglo pasado, su superficie se ve sustancialmente reducida a la mitad. En comparación con la laguna oeste tiene menos islas, aunque son las más habitadas. Entre ellas se destaca Barbana, donde hay un santuario mariano de 1500 años, que está permanentemente habitado por una comunidad de frailes franciscanos. 
La isla es visitada cada año por el "Perdón de Barban," una peregrinación, que se hace el primer domingo de julio de cada año y que incluye una procesión de barcos engalanados con banderas desde Grado hasta Barbana.
La mayor isla es la de Grado, donde se encuentra una ciudad-isla que controlaba el comercio y pesca del área costera del noreste italiano anteriormente a la misma Venecia. Grado actualmente está formada por varias islitas menores unidas por puentes, en forma parecida a Venecia.
Durante el verano la ciudad-isla de Grado es una importante localidad turística y balnearia, especialmente para los friulanos de Údine y los austríacos de Carintia.